# Tubo digestivo
O trato gastrointestinal (tubo digestivo, canal alimentar) é o trato ou passagem do sistema digestivo que vai da boca ao ânus. O trato gastrointestinal contém todos os principais órgãos do sistema digestivo, em humanos e outros animais, incluindo esófago, estômago e intestinos. Os alimentos ingeridos pela boca são digeridos para extrair nutrientes e absorver energia, e os resíduos são expelidos pelo ânus na forma de fezes.
A maioria dos animais tem um trato digestivo completo ou "intestino direto". As exceções são as mais primitivas: as esponjas têm pequenos poros (óstios) em todo o corpo para digestão e um poro dorsal maior (ósculo) para excreção, as geleias de favo têm boca ventral e poros anais dorsais, enquanto cnidários e acoelas têm um único poro para tanto digestão quanto excreção.
O trato gastrointestinal humano consiste no esôfago, estômago e intestinos e é dividido em trato gastrointestinal superior e inferior. O trato gastrointestinal inclui todas as estruturas entre a boca e o ânus, formando uma passagem contínua que inclui os principais órgãos da digestão, o estômago, o intestino delgado e o intestino grosso. O sistema digestivo humano completo é composto pelo trato gastrointestinal mais os órgãos acessórios da digestão (língua, glândulas salivares, pâncreas, fígado e vesícula biliar). O trato também pode ser dividido em intestino anterior, intestino médio e intestino posterior, refletindo a origem embriologica de cada segmento. Todo o trato gastrointestinal humano tem cerca de nove metros de comprimento na autópsia. É consideravelmente mais curto no corpo vivo porque os intestinos, que são tubos de tecido múscular liso, mantêm o tónus muscular constante em um estado semi-tenso, mas podem relaxar em alguns pontos para permitir a distensão local e o movimento peristáltico.
O trato gastrointestinal contém a microbiota intestinal, com cerca de 1.000 estirpes diferentes de bactérias desempenhando diversas funções na manutenção da saúde imunológica e do metabolismo, além de muitos outros micro-organismos. As células do trato gastrointestinal liberam hormônios para ajudar a regular o processo digestivo. Esses hormônios digestivos, incluindo gastrina, secretina, colecistocinina e grelina, são mediados por mecanismos intracrinos ou autócrinos, indicando que as células que liberam esses hormônios são estruturas conservadas ao longo da evolução.

## Trato gastrointestinal humano

Diagrama do sistema digestivo humano

### Estrutura
A estrutura e a função podem ser descritas tanto como anatomia macroscópica quanto como anatomia microscópica. O trato em si é dividido em tratos superior e inferior, e os intestinos delgado e grosso.

### Trato gastrointestinal superior
O trato gastrointestinal superior consiste em boca, faringe, esófago, estômago e duodeno. A demarcação exata entre os tratos superior e inferior é o músculo suspensor do duodeno. Isso diferencia as fronteiras embrionárias entre o intestino anterior e o intestino médio, e é também a divisão comumente usada pelos médicos para descrever o sangramento gastrointestinal como sendo de origem "superior" ou "inferior". Após a dissecação, o duodeno pode parecer um órgão unificado, mas é dividido em quatro segmentos com base na função, localização e anatomia interna. Os quatro segmentos do duodeno são os seguintes (começando no estômago e seguindo em direção ao jejuno): bulbo, descendente, horizontal e ascendente. O músculo suspensor liga a borda superior do duodeno ascendente ao diafragma.
O músculo suspensor é um importante marco anatômico que mostra a divisão formal entre o duodeno e o jejuno, a primeira e a segunda partes do intestino delgado, respectivamente. Este é um músculo fino derivado do mesoderma embrionário.

### Trato gastrointestinal inferior
O trato gastrointestinal inferior inclui a maior parte do intestino delgado e todo o intestino grosso. Na anatomia humana, o intestino é o segmento do trato gastrointestinal que se estende do esfíncter pilórico do estômago ao ânus e, como em outros mamíferos, consiste em dois segmentos: o intestino delgado e o intestino grosso. Em humanos, o intestino delgado é subdividido em duodeno, jejuno e íleon, enquanto o intestino grosso é subdividido em ceco, cólon ascendente, transverso, descendente e cólon sigmoide, reto e canal anal.

### Intestino delgado
O intestino delgado começa no duodeno e é uma estrutura tubular, geralmente entre 6 e 7m de comprimento. Sua área mucosa em um ser humano adulto é de cerca de 30m2. A combinação das dobras circulares, das vilosidades e das microvilosidades aumenta a área de absorção da mucosa em cerca de 600 vezes, completando uma área total de cerca de 250m2 para todo o intestino delgado. Sua principal função é absorver os produtos da digestão (incluindo carboidratos, proteínas, lipídios e vitaminas) na corrente sanguínea. Existem três divisões principais:
1. Duodeno: Estrutura curta (cerca de 20–25 cm de comprimento)[21] que recebe quimo do estômago, juntamente com o suco pancreático contendo enzima digestivas e bile da vesícula biliar. As enzimas digestivas decompõem as proteínas e a bile emulsifica as gorduras em micelas. O duodeno contém glândulas de Brünner que produzem uma secreção alcalina rica em muco contendo bicarbonato. Estas secreções, em combinação com o bicarbonato do pâncreas, neutralizam os ácidos estomacais contidos no quimo.
2. Jejuno: Esta é a seção média do intestino delgado, conectando o duodeno ao íleon. Tem cerca de 2,5m de comprimento e contém dobras circulares e vilosidades que aumentam sua área de superfície. Os produtos da digestão (açúcares, aminoácidos e ácidos graxos) são absorvidos pela corrente sanguínea aqui.
3. Íleon: É a seção final do intestino delgado, tem cerca de 3m de comprimento e contém vilosidades semelhantes ao jejuno. Absorve principalmente vitamina B12 e ácidos biliares, bem como quaisquer outros nutrientes restantes.[22][23]

### Intestino grosso
O intestino grosso, também chamado de cólon, forma um arco que começa no ceco e termina no reto e no canal anal. Também inclui o apêndice, que está ligado ao ceco. Seu comprimento é de cerca de 1,5m, e a área da mucosa em um ser humano adulto é de cerca de 2m2. Sua principal função é absorver água e sais. O cólon é dividido em:
1. Ceco (primeira porção do cólon) e apêndice
2. Cólon Ascendente (ascendendo na parede posterior do abdômen)
3. Flexura hepática (porção flexionada do cólon ascendente e transverso aparente ao fígado)[25]
4. Colón Transverso (passando abaixo do diafragma)
5. Flexura Esplênica (porção flexionada do cólon transverso e descendente aparente ao baço)[25]
6. Cólon descendente (descendo pelo lado esquerdo do abdômen, ao longo da lateral do rim esquerdo)
7. Cólon sigmoide (uma alça do cólon mais próxima do reto)
8. Reto
9. Canal anal